# 전미르
전미르(2005년 8월 15일 ~ )은 KBO 리그 롯데 자이언츠의 투수이다.

## 롯데 자이언츠시절
2024년에 입단하였다. 2024년 3월 24일 SSG 랜더스와의 경기에 중간 계투로 데뷔 첫 경기를 치렀고, 경기에서 1이닝 1사사구 3탈삼진 무실점을 기록했다.
8월 14일 기사에서 김태형 감독이 팔꿈치 통증과 자신감 하락으로 인해 올 시즌 1군 복귀가 힘들거라고 발언했다. 지켜봐야 알겠지만 이는 사실이 될 가능성이 높다. 게다가 2군 기록도 없는 것으로 보면 재활 중일 가능성이 높다.

## 출신 학교
- 대구본리초등학교
- 협성경복중학교
- 경북고등학교

## 통산 기록
| 연도 | 팀명  | 평균자책점 | 경기 | 완투 | 완봉 | 승 | 패 | 세 | 홀 | 승률  | 타자 | 이닝 | 피안타 | 피홈런 | 볼넷 | 사구 | 탈삼진 | 실점 | 자책점 |
| ---- | ----- | ---------- | ---- | ---- | ---- | -- | -- | -- | -- | ----- | ---- | ---- | ------ | ------ | ---- | ---- | ------ | ---- | ------ |
| 2024 | 롯데  | 5.88       | 36   | 0    | 0    | 1  | 5  | 1  | 5  | 0.167 | 155  | 33⅔  | 33     | 4      | 21   | 1    | 34     | 28   | 22     |
| 통산 | 1시즌 | 5.88       | 36   | 0    | 0    | 1  | 5  | 1  | 5  | 0.167 | 155  | 33⅔  | 33     | 4      | 21   | 1    | 34     | 28   | 22     |